# Диатермия

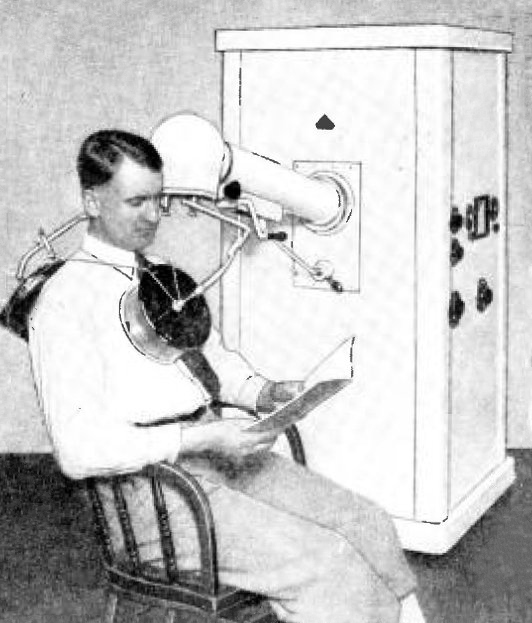
Диатермия в 1933 году

Диатерми́я (греч. διαϑερμαίνω — прогревать от греч. δια… — через, сквозь и греч. ϑέρμη — жар, теплота, также эндотермия) — метод электротерапии; глубокое прогревание тканей токами ВЧ (обычно 1,65 МГц) большой силы, получаемыми от специального аппарата. Применяется при воспалительных заболеваниях мышц, периферической нервной системы, суставов, при спаечных процессах и некоторых заболеваниях внутренних органов.
Диатермия была впервые предложена чешским врачом Р. Цейнеком в 1905 году. Из-за наличия в контуре пациента опасно больших токов применение диатермии всегда сопряжено с известным риском пробоя и электротравмирования пациента. С целью защиты индукторы заключались в массивные изоляционные кожухи и оболочки, что делало их громоздкими и неудобными в работе. В последней трети XX века диатермия практически полностью вытеснена новыми методами электролечения — индуктотермией и микроволновой терапией. Единственное практически используемое применение диатермии — диатермокоагуляция.